# Paraguayský guaraní
Guaraní (množné číslo guaraníes) je zákonným platidlem jihoamerického státu Paraguay. Jeho ISO 4217 kód je PYG. Dílčí jednotkou (1/100) je céntimo, pro jeho nízkou hodnotu se však žádné mince v hodnotách céntimos nepoužívají. Paraguayská měna nese své jméno po místním indiánském kmenu a jazyku Guaraní.
Guaraní oficiálně vznikl 5. října 1943, kdy nahradil do té doby používané paraguayské peso (název „peso“ má dodnes několik měn zemí, které bývaly španělskými koloniemi). Výměnný kurs byl tehdy 100 pesos = 1 guaraní. V praxi se do oběhu dostal až v roce 1944. Paraguayská měna patří celosvětově mezi měny s nejnižší hodnotou (v prosinci 2018 byl kurz přibližně 1 EUR = 6 800 PYG).

## Mince a bankovky
- Současné mince v oběhu mají hodnoty 50, 100, 500, 1000 guaraníes.
- Platné paraguayské bankovky: 2000, 5000, 10 000, 20 000, 50 000 a 100 000 guaraníes.